# Coupe de l'America 2021
Navigation
2017 2024
La Coupe de l'America 2021, trente-sixième édition de la Coupe de l'America, a lieu pour sa phase finale en mars 2021 en Nouvelle-Zélande dans le Golfe d'Hauraki. Elle oppose le Defender néo-zélandais Emirates Team New Zealand du Royal New Zealand Yacht Squadron au Challenger italien Luna Rossa du Circolo della Vela Sicilia. En s'imposant sept à trois, la Nouvelle-Zélande remporte ce trophée pour la quatrième fois de son histoire.

## Présentation
Initialement programmées les 5 et 6 mars, l'organisateur annonce, le 5 mars, que l'épreuve est reportée au 10 mars, en raison des mesures sanitaires liées à la pandémie de Covid-19 en Nouvelle-Zélande et notamment du confinement de sept jours de la population,.
Cette édition marque le retour à des bateaux monocoques. Cependant, des dernières éditions, l'idée des foils pour maintenir la coque hors de l'eau est conservée. La longueur des bateaux étant de 75 pieds (soit environ 23 mètres), la classe de ceux-ci est dénommée AC75.

## Déroulement de la compétition
- 10 mars : une régate remporté par chaque équipage[4] ;
- 12 mars : une régate remporté par chaque équipage[5].
- 13 mars : le bateau italien remporte la première régate du jour. Le bateau néo-zélandais s'impose lors de la sixième régate[6].
- 15 mars : Après un report des régates 7 et 8 prévues le 14 mars par manque de vent[7], Team New Zealand remporte la première régate du lendemain, doublant son adversaire qui avait pris le meilleur lors du départ sur du premier bord de près[8]. La deuxième régate semble devoir être gagnée par les Italiens après que le bateau néo-zélandais a perdu son vol (c'est-à-dire que la coque du bateau touche l'eau et n'est plus sur ses foils). Lors du deuxième passage, ce sont les Italiens qui perdent leur vol lors de l'empannage. L'AC75 Luna Rossa ne parvient pas à redécoller, bloqué par la faiblesse du vent et la bordure de parcours, prenant même une pénalité en franchissant celle-ci. Lorsque les Italiens redécollent, les Néo-Zélandais ont repris la tête et s'imposent dans une régate où le dernier bord est annulé[8].
- 16 mars : Les régates sont disputées sur le parcours C, dans le chenal de Rangitoto, plus proche des reliefs ce qui peut provoquer des changements de vents[9]. Luna Rossa prend l'avantage sur le premier bord, mais celui-ci est minime et de nombreux changements de leader se produisent. C'est finalement lors du dernier bord de près que la décision se fait : le bateau italien, ne détecte pas un changement de vent et choisit le mauvais côté du plan d'eau, ce qui laisse le bateau néo-zélandais prendre la tête et remporter la course[9]. La deuxième régate du jour est annulée, faute de vent suffisant[10].
- 17 mars : Malgré un meilleur départ du bateau italien, Team New Zealand s'impose lors de la dixième régate[11].

Le defender néo-zélandais s'impose en dix régates, sept à trois. C'est le quatrième sacre de cette nation dans la Coupe de l'America, plus ancienne compétition au monde.
| Les victoires sont sur fond vert. |

| Jour | Date    | Course      | Team New Zealand | Luna Rossa Challenge | Delta      | Score | Score   |   |            |  |            |   |   |
| ---- | ------- | ----------- | ---------------- | -------------------- | ---------- | ----- | ------- | - | ---------- |  | ---------- | - | - |
| Jour | Date    | Course      | Team New Zealand | Luna Rossa Challenge | Delta      | 1     | 10 mars | 1 | 23 min 8 s |  | 0 min 31 s | 1 | 0 |
| 2    |         | 24 min 41 s | 0 min 7 s        | 1                    | 1          | 1     | 10 mars |   |            |  |            |   |   |
| 2    | 12 mars | 3           |                  | 27 min 18 s          | 0 min 37 s | 1     | 2       |   |            |  |            |   |   |
| 2    | 12 mars | 4           | 29 min 53 s      |                      | 1 min 3 s  | 2     | 2       |   |            |  |            |   |   |
| 3    | 13 mars | 5           |                  | 29 min 4 s           | 0 min 18 s | 2     | 3       |   |            |  |            |   |   |
| 3    | 13 mars | 6           | 27 min 26 s      |                      | 1 min 41 s | 3     | 3       |   |            |  |            |   |   |
| 4    | 15 mars | 7           | 25 min 17 s      |                      | 0 min 58 s | 4     | 3       |   |            |  |            |   |   |
| 4    | 15 mars | 8           | 38 min 57 s      |                      | 3 min 55 s | 5     | 3       |   |            |  |            |   |   |
| 5    | 16 mars | 9           | 25 min 29 s      |                      | 0 min 30 s | 6     | 3       |   |            |  |            |   |   |
| 6    | 17 mars | 10          | 26 min 8 s       |                      | 0 min 46 s | 7     | 3       |   |            |  |            |   |   |

## Couverture médiatique
- Australia: Fox Sports
- Italy: RAI and Sky Italia
- Malaysia: Astro
- New Zealand: TVNZ
- South Korea: SBS Korea
- United Kingdom: BBC and Sky Sports UK and Ireland
- United States: NBC Sports Network
- Hungary: M4Sport
- France: Canal Plus
- Germany: ServusTV
- Canada: TSN